# Mashta Azar
Mashta Azar (tiếng Ả Rập: مشتى عازار) là một ngôi làng ở phía tây bắc Syria, nằm ở phía tây Homs trong thung lũng Wadi al-Nasarah, một khu vực phía bắc Talkalakh. Theo Cục Thống kê Trung ương Syria, Mashta Azar có dân số 783 người trong cuộc điều tra dân số năm 2004. Cư dân của nó chủ yếu là Kitô hữu Chính thống Hy Lạp.
Đây là một điểm đến mùa hè nổi tiếng và thu hút khách du lịch ở Syria.